# Michaīl Stasinopoulos
Michaīl Stasinopoulos (in greco Μιχαήλ Στασινόπουλος?; Calamata, 27 luglio 1903 – Atene, 31 ottobre 2002) è stato un politico, scrittore e traduttore greco.
È stato Presidente della Repubblica Ellenica dal 18 dicembre 1974 al 19 luglio 1975, il primo seppur provvisorio della Terza Repubblica Ellenica.

## Biografia
Si laurea in giurisprudenza all'Università nazionale capodistriana di Atene e consegue il medesimo dottorato di ricerca nel 1934. Diventa poi docente associato di diritto amministrativo nel 1937 nella stessa università e dal 1943 insegna anche all'Università Panteion, di cui è rettore dal 1951 al 1958.
Dal 1951 al 1953 è presidente dell'ERT, l'azienda radiotelevisiva greca. Nel 1952 ottiene il suo primo incarico governativo ad interim nell'ufficio del primo ministro greco, poi come ministro del Lavoro ad interim nel governo di Dimitrios Kiousopoulos e nel 1958 occupa la carica di ministro ad interim della presidenza del governo di Konstantinos Georgakopoulos.
Già membro del Consiglio di Stato greco fin dal 1929, ne diventa presidente dal 1966 al 1969.
Alle elezioni parlamentari in Grecia del 17 novembre 1974, le prime dopo la dittatura dei Colonnelli, Stasinopoulos viene eletto per la prima volta in Parlamento nelle liste del partito di centrodestra Nuova Democrazia, la stessa forza politica del primo ministro Konstantinos Karamanlis. Una volta confermata la Repubblica al referendum istituzionale dell'8 dicembre 1974, viene eletto il 18 dicembre successivo dalla maggioranza del Parlamento come primo presidente provvisorio della Terza Repubblica Ellenica, subentrando a Phaedon Gizikis e restando in carica fino al 19 luglio 1975, cioè fino all'approvazione della nuova Costituzione repubblicana e al consolidamento delle istituzioni democratiche. Sotto il suo mandato avviene il tentato colpo di Stato in Grecia del 24 febbraio 1975 da parte di alcuni nostalgici dei colonnelli e volto a rovesciare la rinata democrazia ellenica.
È morto il 31 ottobre 2002, all'età di 99 anni, ad Atene.

## Scritti
Stasinopoulos è stato uno scrittore prolifico. La sua opera letteraria appare per la prima volta sulla rivista La musa (1920-1923). Ha pubblicato numerosi articoli scientifici e opere letterarie, nonché traduzioni di poesia e prosa francese. Nel 1968 è stato eletto membro titolare dell'Accademia di Atene; nel 1969 e nel 1970 è stato proposto dal presidente del Consiglio di Stato francese, René Cassin, come candidato al Premio Nobel per la Pace.